# Fors (Deux-Sèvres)
Fors ist eine französische Gemeinde mit 1.812 Einwohnern (Stand: 1. Januar 2022) im Département Deux-Sèvres in der Region Nouvelle-Aquitaine. Sie gehört zum Arrondissement Niort, zum Kanton Frontenay-Rohan-Rohan und ist Mitglied im Gemeindeverband Communauté d’agglomération du Niortais. Die Einwohner werden Forsitains genannt.

## Geographie
Fors liegt im Ballungsraum zwölf Kilometer südsüdöstlich von Niort. Umgeben wird Fors von den Nachbargemeinden Aiffres im Norden, Saint-Martin-de-Bernegoue im Osten, Juscorps im Südosten, Marigny im Süden, Granzay-Gript im Südwesten und Westen sowie Saint-Symphorien im Nordwesten.

## Bevölkerungsentwicklung
| Jahr                       | 1962 | 1968 | 1975 | 1982 | 1990 | 1999 | 2006 | 2012 | 2019 |
| Einwohner                  | 724  | 731  | 819  | 1296 | 1406 | 1347 | 1577 | 1745 | 1811 |
| Quellen: Cassini und INSEE |      |      |      |      |      |      |      |      |      |

## Verkehr
Durch die Gemeinde führt die Autoroute A10. Der Bahnhof der Gemeinde liegt an der Bahnstrecke Chartres–Bordeaux und wird im Personenverkehr nur noch durch vereinzelte TER-Züge bedient.

## Sehenswürdigkeiten
- Kirche Notre-Dame aus dem 12. Jahrhundert
- Pfarrhaus, 1860 erbaut
- Rathaus von 1855

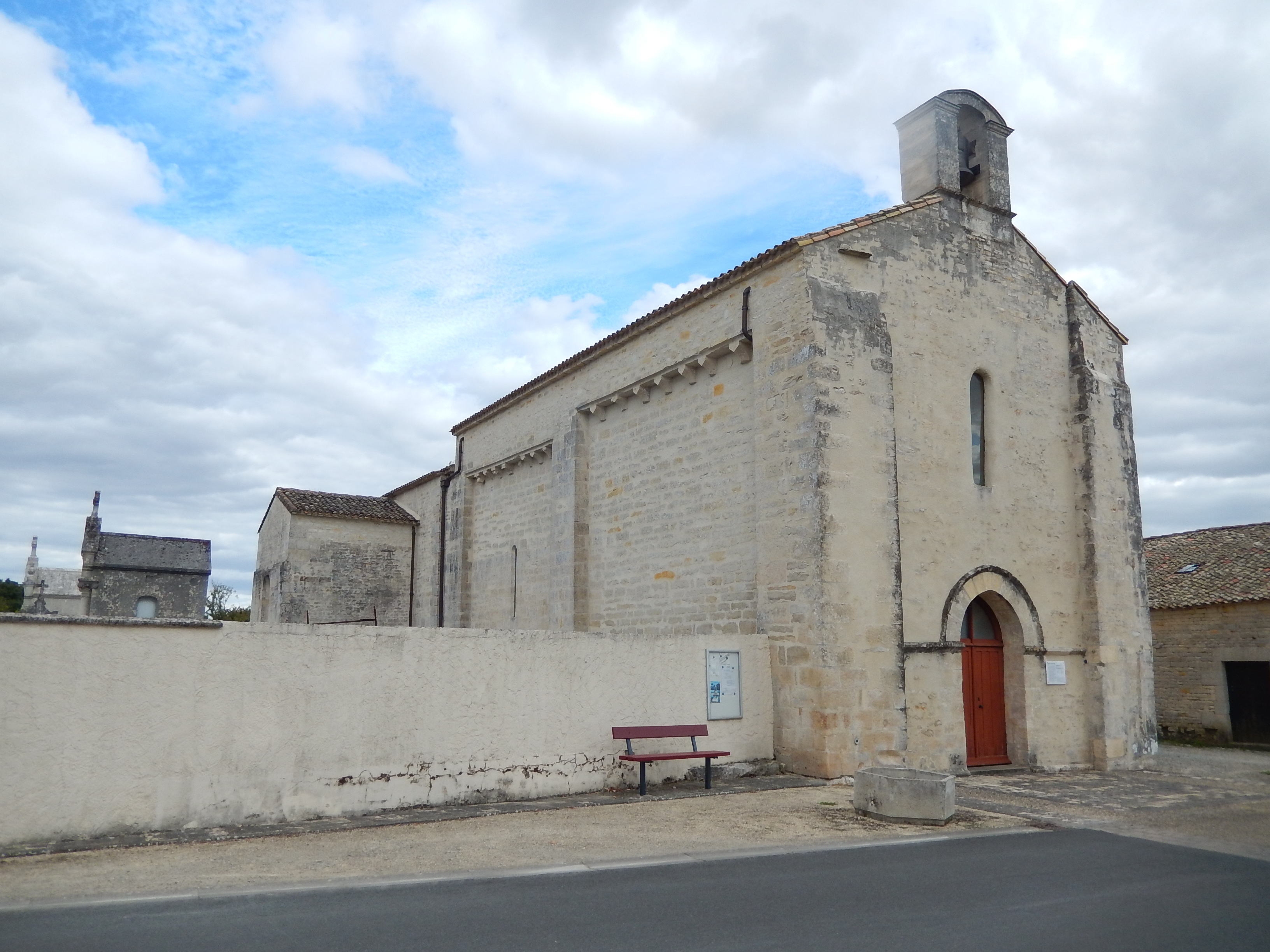
Kirche Notre-Dame
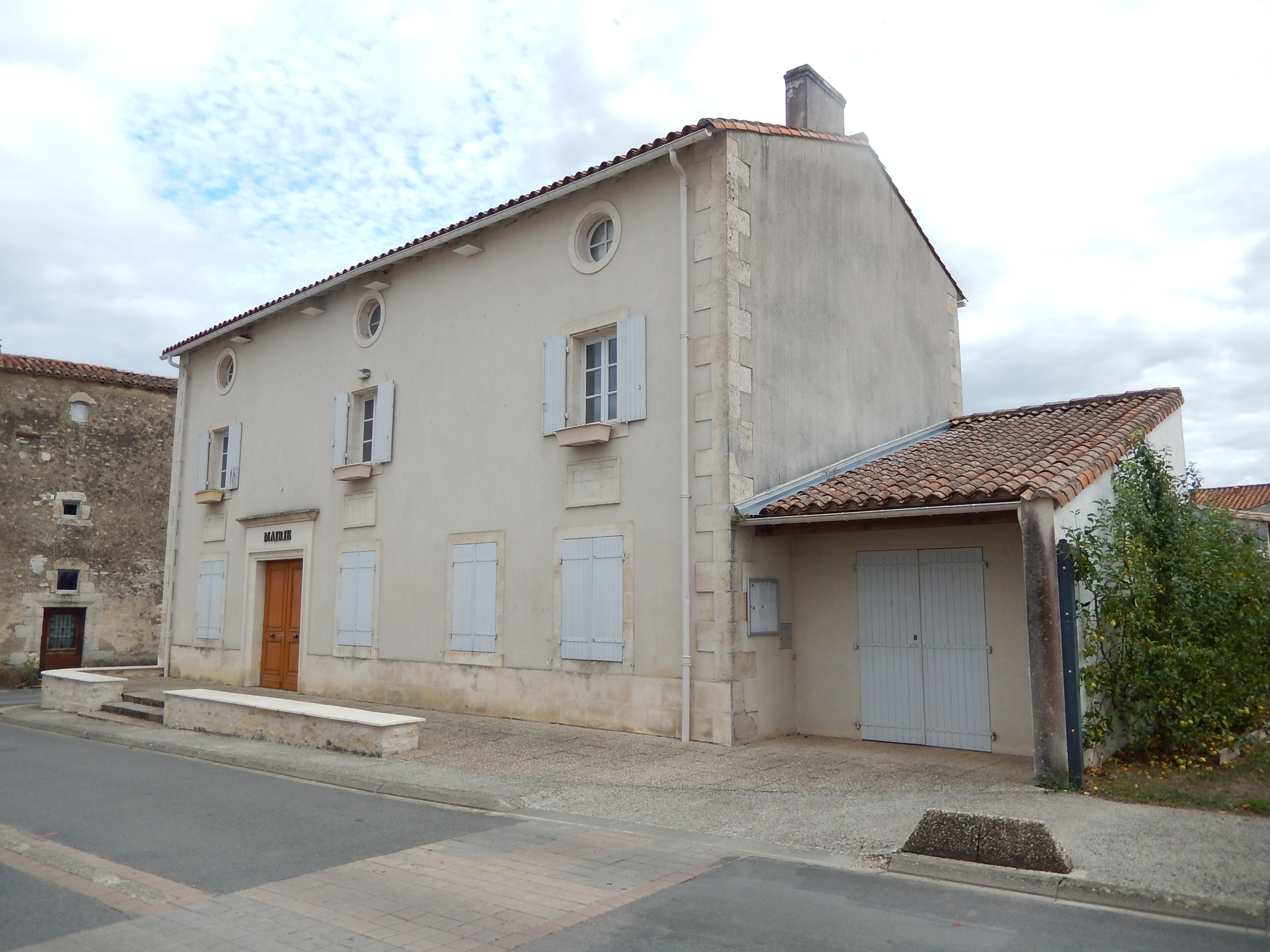
Rathaus

## Gemeindepartnerschaften
Mit der deutschen Gemeinde Penkun in Mecklenburg-Vorpommern besteht eine Partnerschaft.